# آلساندرو گاسمان
آلساندرو گاسمان (ایتالیایی: Alessandro Gassman؛ زاده ۲۴ فوریه ۱۹۶۵) بازیگر ایتالیایی است.
او بیشتر به خاطر بازی در فیلم ترانسپورتر ۲ مشهور است. از سایر فیلم‌های او می‌توان به یک خواهشی ازتون دارم، برداشت نخست خوب، جایزه، پاینده‌باد ایتالیا، یک ماه در کنار دریاچه، فصلی از زندگی بزرگان و پینوکیو اشاره کرد.

## زندگی‌نامه
وی فرزند هنرپیشه ایتالیایی ویتوریو گاسمن و بازیگر فرانسوی ژولیت منیل است.